# Prelog
Prelog (ungarsk: Perlak, Kajkavisk: Prilok) er en by i Međimurje distrikt i det nordlige Kroatien. Det samlede indbyggertal i selve byen er 4.042, og 7.027 i byens administrative område, hvilket gør den til den næstmest befolkede bosættelse i distriktet, efter Čakovec.
Byen ligger i den sydlige del af distriktet, ved bredden af floden Drava og Dubrava-søen, et reservoir ved floden. Byen ligger 16 kilometer fra distriktshovedstaden Čakovec, som den er forbundet med via statsvejen D20.

## Befolkning
I kommunen ligger følgende bebyggelser:
- Cirkovljan, befolkning 694
- Čehovec, befolkning 634
- Čukovec, befolkning 257
- Draškovec, befolkning 539
- Hemuševec, befolkning 224
- Oporovec, befolkning 334
- Otok, befolkning 303
- Prelog, population 4.042

## Historie
Prelog blev nævnt første gang den 6. december 1264, og den dato fejres med en lokal festival. Navnet Prelog er sandsynligvis afledt af det kroatiske ord vlak, der betyder toget eller at trække, da området tiltrak mange besøgende, der med vilje kom og til sidst passerede forbi i forbindelse med transit og handel.
Stedet var tydeligvis godt styret og organiseret, så kongen af kroaterne og ungarere, Matthias Corvinus, blev udstationeret her med sin hær i 1480. Det var et handelscentrum, da herskerfamilien Zrinski (Nikola Zrinski, Petar Zrinski osv.) kontrollerede regionen. I 1671 blev Petar Zrinski anklaget for forræderi og henrettet. Derefter faldt befolkningstallet i Prelog på grund af frygt og mistanke om udenlandske Tysklands hære i nærheden.

I 1716 begyndte befolkningen imidlertid at vokse. Butikkerne var overfyldte med købmænd, rejsende og andre travle mennesker. Byen blev et center for distribution af stensalt til denne del af kongeriget. Der var også en silkefabrik, den såkaldte filandra, som dog lukkede i 1848.
En lang periode med industriel stagnation fulgte. Den første bank åbnede i 1873, og endnu en fulgte i 1905. I slutningen af det 19. århundrede var antallet af indbyggere omkring 4.100. Byen var sæde for Prelog-distriktet (ungarsk: Perlaki járás) i Zala distrikt i Kongeriget Ungarn, indtil Trianon-traktaten blev underskrevet i 1920.
I første halvdel af det 20. århundrede fortsatte marginaliseringen af Prelog. Den blev fritaget for sine tidligere administrative funktioner. Under 2. verdenskrig blev den igen en del af Ungarn, da hele Međimurje-regionen blev annekteret af ungarerne mellem 1941 og 1945.
Čakovec overhalede derefter Prelog. Den genvandt dog hurtigt sin selvtillid og begyndte at vokse igen og fik bystatus af kroatiens parlament i februar 1997, fem år efter landets uafhængighed.